# سوگ (فیلم ۲۰۱۰)
«سوگ» (انگلیسی: Bereavement (film)) فیلمی در ژانر ترسناک و اسلشر است که در سال ۲۰۱۰ منتشر شد.

## بازیگران
- مایکل بین
- الکساندرا داداریو
- جان سوج
- اسپنسر لیست
- نولان جرارد فانک
- پیتون لیست